# Gaiassa

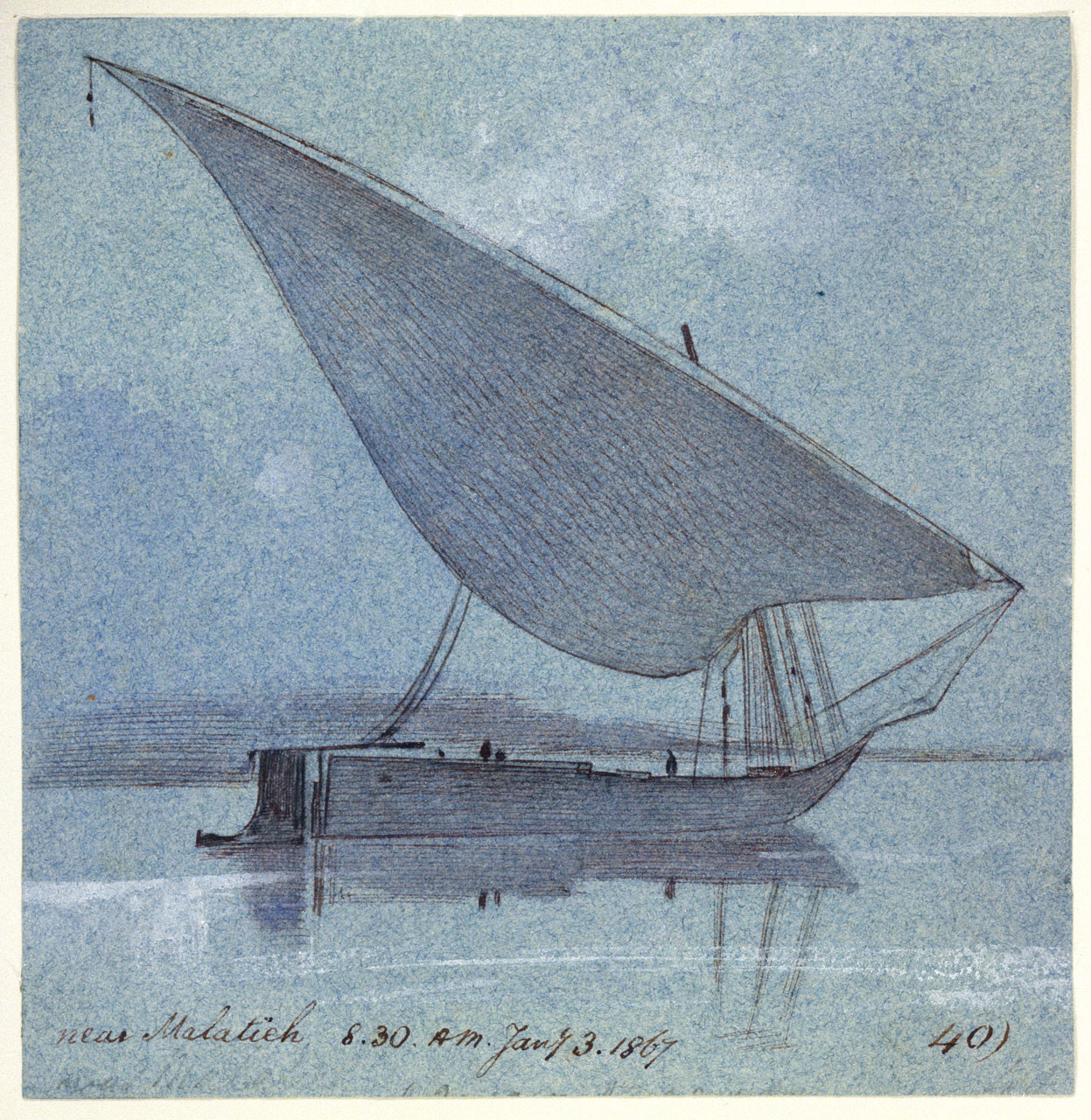
Gyassi

Die Gaiassa oder Gyassi war ein bedeutender Frachtschiffstyp des oberen Nils.

## Geschichte
Die etwa 25 Meter langen und fünf Meter breiten offenen Flachbodenschiffe mit Lateinersegeln ähnelten dem Nugger des Unterlaufs des Nils und waren verschiedenartig besegelt. Einmaster zeichneten sich durch ein besonders großes Segel (doppelt so lang wie der Mast) aus, die verbreiteteren Varianten mit normalerweise zwei und in Einzelfällen sogar drei Masten führten konventionelle Lateinersegel. Die Masten waren wiederum durch eine Bänderung gekennzeichnet, an der man den Eigner des Schiffes wiedererkennen sollte. Bei der vorwiegend benutzten Bauweise mit zwei Masten standen diese jeweils weit vorn und achtern, um unverbauten Platz in der Mitte zu haben. Weitere Kennzeichen der Gaiassa waren das auffallend große achtern angebrachte Ruder (frühe Exemplare wiesen aber seitliche Steuerriemen auf) und der breite Heckspiegel. Die Boote des Typs  wurden in der Hauptsache beim Massenguttransport verwandt, typische Ladungen bestanden aus Steinen, Sand, Heu oder Töpferwaren. Bis etwa in die Mitte des letzten Jahrhunderts konnte man noch Fahrzeuge dieser Art im Alltagseinsatz finden.